# Гончаров, Леонид Георгиевич
Леонид Георгиевич (Егорович) Гончаров (19 февраля 1885 — 28 апреля 1948) — российский и советский военно-морской деятель, начальник кафедры тактических свойств оружия артиллерийского факультета Военно-морской академии имени К. Е. Ворошилова (1935—1945). Профессор (1927), доктор военно-морских наук (1941), лауреат Сталинской премии (1942), заслуженный деятель науки и техники РСФСР (1944). Вице-адмирал (04.06.1940).

## Биография
В Русском императорском флоте с 1901 года. В 1903 году окончил Морской кадетский корпус. Зачислен на службу в 1-й Балтийский флотский экипаж. Вахтенный начальник крейсера «Генерал-Адмирал» (05.1903-04.1904), миноносца «Резвый» (04.-09.1904), старший штурман вспомогательного крейсера «Рион» (09.1904-01.1905). В последней должности в переходе 2-й Тихоокеанской эскадры из Кронштадта на театр военных действий русско-японской войны. За два дня до Цусимского сражения «Рион» отделился от эскадры в крейсерство для борьбы с японским судоходством в южной части Жёлтого моря, задержал 1 немецкий пароход «Tetartos» (потоплен) и 1 английский пароход «Cilurnum» (груз выброшен за борт, пароход отпущен). После получения известия о гибели русского флота в бою крейсер в одиночку совершил обратное плавание и вернулся в Кронштадт.
После возвращения в Россию продолжил службу штурманом крейсера «Генерал-адмирал» (01.-08.1905), штурманом крейсера «Герцог Эдинбургский» (08.1905-01.1907), ревизором учебного судна «Рига» (09.1907-04.1908), командиром шхуны «Забава» (04.-10.1908), старшим штурманом учебного судна «Пётр Великий» (02.-09.1909).
В 1912 году окончил Николаевскую морскую академию в успешно заканчивает в 1912 году, с квалификацией — штурманский офицер 1 разряда. С апреля 1912 года был прикомандирован к штабу командующего Балтийским флотом, при этом с июня по октябрь 1913 года был старшим офицером по оперативной части штаба флота, а с октября 1913 по апрель 1914 года преподавал в Морской академии.
Участник первой мировой войны: старший флаг-офицер 2-й бригады крейсеров (04.1914-01.1915), старший офицер броненосца «Пётр Великий» (01.-06.1915), командир эсминца «Лейтенант Ильин» (06.1915-09.1916), командир эсминца «Миклухо-Маклай» (09.1916-03.1917).
Кроме того, в годы войны привлекался и к научной работе: с октября 1915 член особой комиссии по рассмотрению изобретений и постоянный член морского крепостного совета морской крепости Императора Петра Великого (Ревель). Исполняющий обязанности начальника организационно-тактического отдела Морского Генерального штаба (03.-06.1917), преподаватель Артиллерийского и Минного офицерских классов одновременно (1911—1917), заместитель представителя Морского Генерального штаба в совещании по судостроению с сентября 1917 года.
6 декабря 1916 года произведён в чин капитана 1-го ранга.
После Великой Октябрьской социалистической революции перешёл на сторону большевиков. Профессор Военно-морской академии (01.1918-10.1930), по совместительству начальник Соединённых классов специалистов комсостава флота (03.1920-01.1922), член Военно-морской исторической комиссии по исследованию опыта войны на море в 1914—1918 годах (09.1918-05.1923).
Был арестован в мае 1921 года по делу «петроградской боевой организации» (дело профессора В. Н. Таганцева). Освобождён.
Преподаватель Военно-морского училища имени М. В. Фрунзе (02.1922-03.1926), сотрудник минно-тральной части Остехбюро научно-технического отдела Высшего совета по народному хозяйству (02.1923-10.1926), внештатный сотрудник там же (10.1926-10.1930), старший руководитель циклов «Морская тактика» и «Минная стрельба» (03.1924-03.1926), начальник факультета военно-морского оружия (03.1926-10.1930) Военно-морской академии, член Морского технического комитета Управления Морских сил РККА (03.1926-10.1930).
Арестован 14 октября 1930; осуждён 30 апреля 1931; освобождён 18 июля 1931. Реабилитирован и восстановлен в кадрах ВМФ 30 июля 1931.
Преподаватель (07.1931-07.1935), начальник кафедр тактики оружия (07.1935-07.1939), тактических свойств оружия (07.1939-09.1945) артиллерийского факультета Военно-морской академии имени К. Е. Ворошилова, начальник кафедры тактических свойств боевых средств Военно-морской академии кораблестроения и вооружения имени А. Н. Крылова (09.1945-04.1948). Имел воинские звания флагман 2-го ранга (15.03.1936) и вице-адмирал (4.06.1940).
Привлекался в качестве консультанта по вопросам вооружения кораблей различными ЦКБ, заводами, НИИ, НК ВМФ; состоял председателем и членом госкомиссий по приемке новых кораблей и образцов оружия; штатным консультантом в специальном снарядном бюро НКТП, НКОП (1935—1937).
Автор научных трудов и учебных курсов, в том числе трёхтомного учебника «Боевое использование корабельной артиллерии» (Сталинская премия 1943 года).
Арестован 8 апреля 1948 года по обвинению в шпионаже в пользу Англии в период с 1917 года. Умер в Лефортовской тюрьме в Москве от побоев, нанесённых следователем В. И. Комаровым во время допроса. Как указано в справке Н. А. Булганина, Р. Руденко и А. А. Чепцова в Президиум Совета министров СССР о реабилитации ряда генералов и адмиралов Советской Армии и Флота от 11 июля 1953 года, …по указанию Абакумова при отсутствии каких-либо компрометирующих и других материалов, без санкции прокурора 19 апреля 1948 года был арестован крупный учёный, лауреат Сталинской премии, доктор технических наук, профессор, начальник кафедры Военно-морской академии кораблестроения и вооружения вице-адмирал Гончаров Леонид Георгиевич, 1885 года рождения. После ареста Абакумов дал указание бывшему сотруднику МГБ Комарову добиться от арестованного Гончарова признаний в шпионаже в пользу английской разведки. Несмотря на применение физического воздействия, Гончаров признательных показаний не дал и на 17 день после ареста умер. В постановлении о прекращении дела от 29.05.1948 года указано, что Гончаров якобы умер от приступа грудной жабы, тогда как из материалов дела видно, что смерть его наступила в результате избиений…
Реабилитирован в июле 1953 года.

## Награды
Российская империя
- Знак в память 200-летнего юбилея Морского кадетского корпуса (1901)
- Тёмно-бронзовая медаль в память войны с Японией 1904—1905 гг. (1906)
- Французский орден Камбоджи Кавалерского креста (1906)
- Золотой знак в память окончания полного курса наук Морского кадетского корпуса (1910)
- Орден Святого Владимира 4-й степени (1913)
- Светло-бронзовая медаль в память 300-летия царствования Дома Романовых (1913)
- Орден Святого Станислава 2-й степени (1914) и мечи к нему (1915)
- Светло-бронзовая медаль в память 200-летия Гангутской победы (1915)
- Орден Святой Анны 2-й степени (1915)
- Подарок с вензелевым изображением Высочайшего Имени (10 апреля 1916)

Советский Союз
- Орден Ленина (21 февраля 1945)
- Два ордена Красного Знамени (3 ноября 1944, 6 ноября 1947)
- Орден Отечественной войны 1-й степени (24 мая 1945)
- Орден Трудового Красного Знамени (1943)
- Орден Красной Звезды (16 августа 1936)
- Сталинская премия I степени (22 марта 1943) — за научный труд: «Боевое использование корабельной артиллерии», законченный в 1942 году
- ряд медалей СССР

Иностранные награды
- орден Камбоджи степени Кавалера (1906, Французский протекторат Камбоджа) — за спасение экипажа и пассажиров гибнущего французского парохода в 1905 году

## Научные работы тематике
- Записки по морской тактике. — 1914.
- Тралы и их использование. — 1917.
- Записки по морской тематике. Мина и средства борьбы с ней. — Петроград: Изд. Мор. акад., 1920.
- Стрельба самодвижущимися минами. Ч. IV. — Петроград: Изд. ВМА, 1923.
- Пособие для выработки оперативных и тактических заданий для оружия и судов флота. — 1926.
- Начала теории вероятностей и теории ошибок в приложении к вопросам морской тактики. 4-е изд. — Л., 1938.
- Морская артиллерия. — М.;Л., 1940.
- Боевые надводные корабли Военно-Морского Флота. — М.;Л., 1941.
- Использование мин в мировую империалистическую войну 1914—1918 гг. — 1940. (в соавт. с Денисовым Б. А.)
- Боевое использование корабельной артиллерии. — 1942.